# Moviment 23 de març

Província del Kivu Nord, a la República Democràtica del Congo.

El Moviment 23 de març (en francès: Mouvement du 23-Mars) o simplement M23, és un grup militar rebel de majoria tutsi, establert a l'est de la República Democràtica del Congo que opera principalment a la província del Kivu Nord.
Durant l'any 2012 ha estat involucrat en un conflicte armat amb el govern de la República Democràtica del Congo, el que va comportar el desplaçament d'un gran nombre de persones a la província del Kivu Nord. Al final del mes de novembre, va prendre el control de la ciutat de Goma, la capital provincial del Kivu Nord, durant vuit dies. Gràcies a la mediació d'Uganda, va deixar la ciutat i durant el desembre els rebels mantindran diàlegs de pau amb el govern congolès.

## Antecedents
El 23 de març del 2009, el CNDP (Congrès national pour la défense du peuple, en francès) va signar un tractat de pau amb el govern congolès, esdevenint un partit polític, i integrant els soldats de l'M23 a l'exèrcit de la República Democràtica del Congo. El moviment M23 pren el seu nom de la data d'aquests acords de pau.
La secció militar d'aquest grup és encapçalat pel General Makenga Sultani, mentre que el moviment és presidit pel bisbe Jean-Marie Runiga Lugerero, un antic membre del CNDP.

## Creació
L'M23 va formar-se el 4 d'abril del 2012 quan uns tres-cents soldats, la majoria antics membres del CNDP, va revoltar-se contra el govern congolès, queixant-se de les pobres condicions de l'exèrcit i la negativa del govern per implementar els acords del 23 de març del 2009.
El General Bosco Ntaganda va ser acusat de liderar el grup, el que provocà que el president congolès Joseph Kabila demanés el seu arrest l'11 d'abril del 2012. El govern havia amenaçat de reubicar els soldats de l'antiga CNDP lluny de la regió del Kivu Nord abans de la plena implementació dels acords de pau, el que provocà que molts d'ells desertessin de l'exèrcit creant l'M23.

## Rebel·lió
Els rebels de l'M23 havien estat actius a la província del Kivu Nord, lluitant contra les forces governamentals als territoris de Rutshuru ii Masisi. El 6 de juny del 2012 un portaveu congolès va comunicar que dos-cents soldats de l'M23 havien mort al seu amotinament i uns altres tres-cents setanta s'havien rendit, incloent-hi vint-i-cinc ciutadans ruandesos. El 8 de juliol del 2012, el coronel Sultani Makenga va anunciar que una ofensiva governamental per desallotjar el grup de les seves posicions havia fracassat, i que, en canvi, havien estat capturades diferents poblacions de camí a Goma, la capital provincial.

## Ofensiva

### Presa de Goma

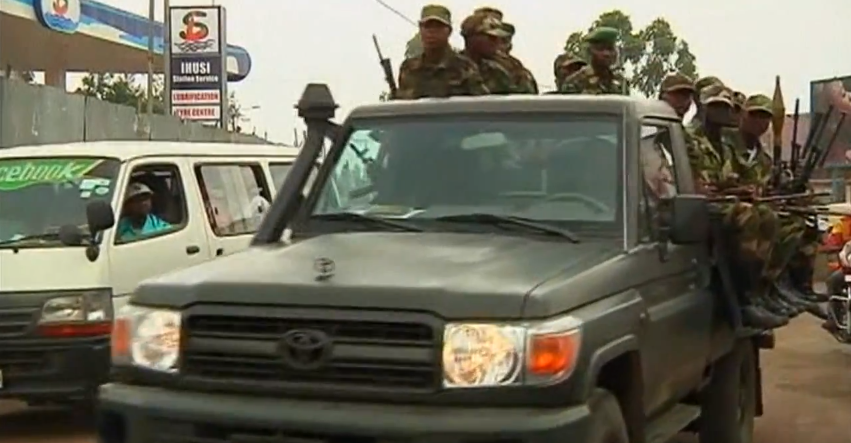
Rebels de l'M23 als carrers de Goma al novembre del 2012.

Cap al 18 de novembre del 2012, l'M23 havia avançat fins a la rodalia de Goma i alertat els Cascos Blaus de les Nacions Unides enviats per donar suport a l'exèrcit governamental.
El portaveu del govern congolès Lambert Mende, va acusar Ruanda de donar suport als rebels i afirmà que la República Democràtica del Congo "no havia declarat la guerra encara, però estava preparada per afrontar-la".
El 20 de novembre, els rebels del M23 va entrar a la ciutat on van ser rebuts per un grup de ciutadans de Goma com alliberadors, davant la passivitat de l'exèrcit congolès i els cascos blaus. Les tropes del M23 va desfilar llavors per la ciutat. Els oficials congolesos van abandonar les seves posicions, deixant la frontera amb Ruanda oberta. Els cascos blaus de l'ONU van observar l'ocupació sense cap intervenció, afirmant que el seu mandat és només per a protegir els civils. El president de la República Democràtica del Congo Joseph Kabila va demanar als ciutadans de Goma que "resistissin" la presa de la ciutat pels M23. El secretari general de l'ONU Ban Ki-Moon va criticar els M23 per atemptar contra els drets humans durant la presa de Goma, incloent-hi destrucció de la propietat privada, "intimidació als periodistes", i el segrest de dones i nens.
Donat que durant la Primera Guerra del Congo havia començat amb lluites a la mateixa regió del Kivu Nord, el New York Times ha advertit del possible increment de la inestabilitat a tota la regió del Congo.

### Expansió per l'est de la República Democràtica del Congo
El 22 de novembre, les milícies hutus de les FARDC, en cooperació amb les milícies Mai-Mai van repel·lir els rebels de l'M23 i van assegurar la ciutat de Sake, a 27 quilòmetres a l'oest de Goma.
El 23 de novembre els rebels de l'M23 va recuperar la ciutat de Sake de les tropes de les FARDC després d'una intensa batalla de més de quatre hores que provocà greus danys materials a la ciutat i van reforçar la seva posició a la població. Després de consolidar la seva posició, les tropes rebels van avançar cap a les poblacions properes. Al mateix temps, les forces de les FARDC, lleials al govern congolès, van reagrupar-se a la ciutat de Minova, al costat de la frontera provincial amb el Kivu Sud, acumulant més de 3.500 soldats, segons declaracions del portaveu de l'exèrcit congolès.

### Retirada

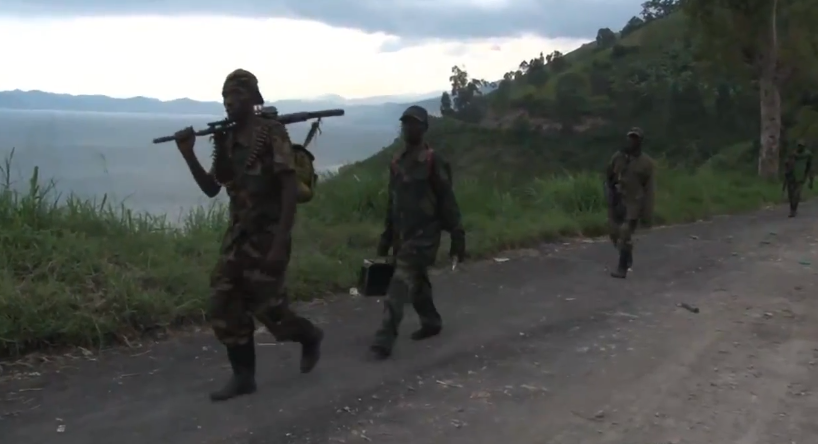
Milicians de l'M23 durant la retirada de Goma.

El cap militar de l'M23 Sultani Makenga, va anunciar el dimarts 27 de novembre que es retirarien de Goma durant la setmana, després de les peticions dels caps d'estat de Rwanda, Uganda i la República Democràtica del Congo perquè ho fessin. La retirada va començar el dia 28, després de saquejar la capital del Kivu Nord, i les tropes rebels es dirigiren a Ruanda.
A finals de gener del 2013, tot i la retirada formal, l'alcalde de Goma acusà els rebels de l'M23 de continuar a la rodalia de la ciutat, creant inseguretat a alguns sectors de la perifèria i instal·lant-se a un quilòmetre de la ciutat.

## Diàleg amb el govern congolès
El dissabte 8 de desembre, representants de l'M23 van arribar a la capital ugandesa, Kampala, per mantenir un diàleg amb el govern congolès, sota la mediació del ministre de defensa d'Uganda. Les negociacions continuaren els mesos de desembre i gener.
A febrer del 2013, les negociacions estaven estancades, donat que els representants del govern no acceptaven les condicions de l'M23. Entre aquestes reivindicacions estaven la reforma del poder judicial, la comissió electoral, la dissolució del senat i les assemblees provincials, així com la dimissió del govern i la creació d'un consell de transició encarregat d'organitzar unes noves eleccions estatals.

## Conflicte intern
A finals del mes de febrer del 2013 el grup es va dividir en dues faccions, una fidel a Makenga Sultani, el comandant militar de l'organització; i l'altra fidel a Baudouin Ngaruye, deixeble de Bosco Ntaganda, líder de l'antic grup rebel del Congrés Nacional per a la Defensa del Poble (CNDP). Durant la nit del 24 al 25 de febrer hi va haver enfrontaments entre ambdues faccions a la localitat de Rutshuru, al Kivu Nord, que causaren vuit morts.
Segons responsables de l'M23 els enfrontaments va produir-se per un atac de l'organització armada ruandesa de les Forces Democràtiques per l'Alliberació de Rwanda (FDLR).
Les forces fidels a Makenga Sultani s'haurien retirat a les muntanyes i a la zona fronterera amb Uganda, per poder contenir així un atac de les forces properes a Bosco Ntaganda, que s'haurien quedat a la ciutat de Rutshuru i al centre de la regió.
Els combats entre ambdós bàndols van provocar un moviment de refugiats cap a la frontera amb Uganda.